# Kalanchoe yemensis
Kalanchoe yemensis är en fetbladsväxtart som först beskrevs av Defl., och fick sitt nu gällande namn av Georg August Schweinfurth. Kalanchoe yemensis ingår i släktet Kalanchoe och familjen fetbladsväxter. Inga underarter finns listade i Catalogue of Life.